# Globalisering (TV-serie)
Globalisering är en dokumentär-TV-serie i sju delar från 2007 om globalisering och om världsekonomins effekter på jordens befolkning. Samproduktion mellan Utbildningsradion, Danmarks Radio och YLE. Huvudproducenter var Johan Romin (projektledare) och Henrik Arnstad. Serien hade premiär i Sverige den 2 juli 2007.